# Balogh Ádám (brigadéros)

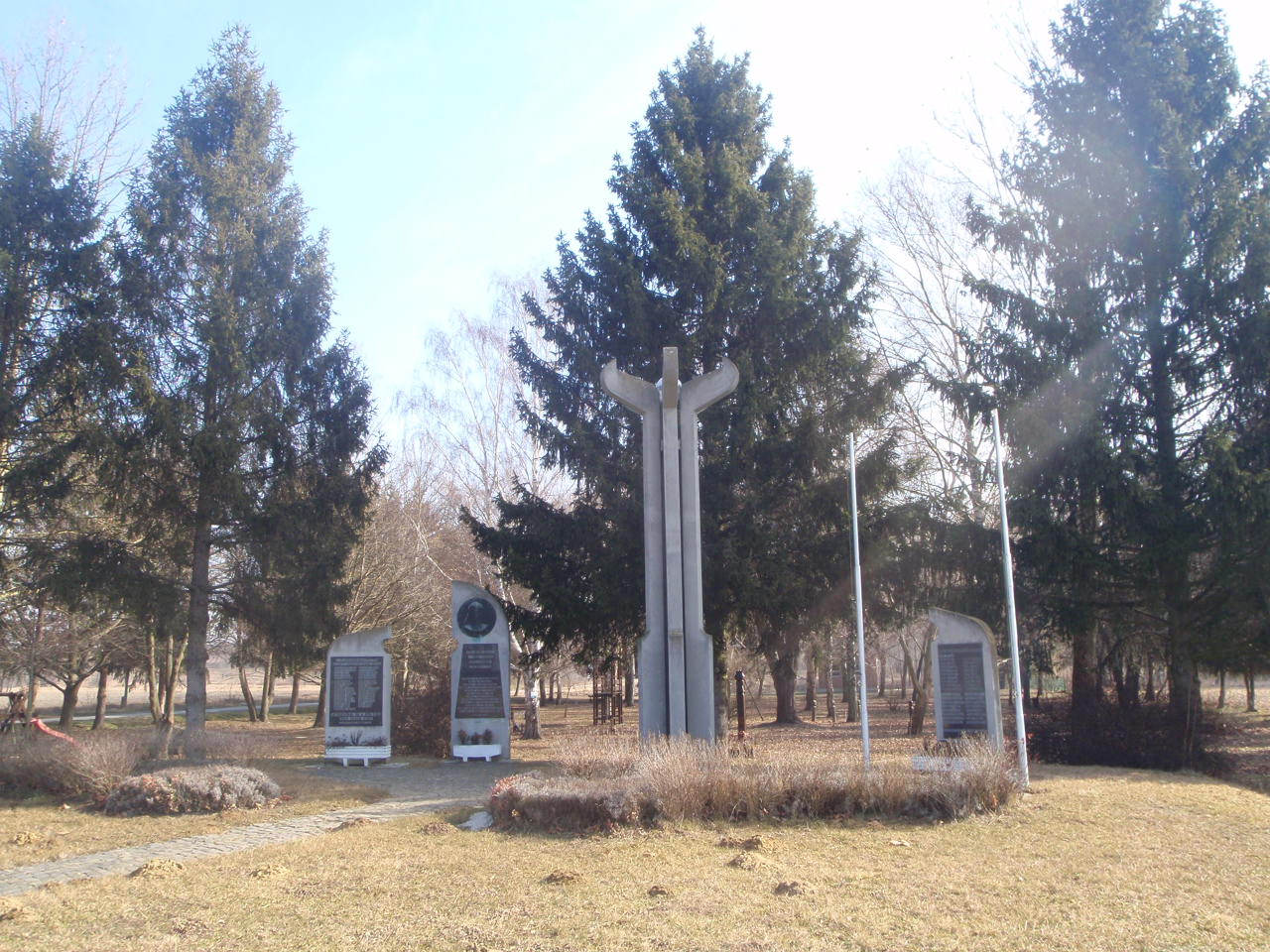
A győrvári csata emlékműve Győrváron

Béri Balogh Ádám (Hegyhátkisbér, 1665 körül – Buda, 1711. február 6.) kuruc brigadéros, dunántúli középbirtokos nemes.

## Családja
Dunántúli római katolikus köznemesi béri Balogh család sarja. Apja béri Balogh István (†1678), földbirtokos, anyja felsőkáldi Káldy Rebeka. Balogh Istvánné Káldy Rebekának a férje halála után újra férjhez ment az osztopáni Perneszy család sarjához, Perneszy Ferenchez, a lövői véghely főkapitányához. Perneszy Ferencnek a szülei osztopáni Perneszy István (fl. 1647–1663) (†1663), a zalalövői vár főkapitánya, földbirtokos és nyéki Rauch Zsuzsanna voltak. Balogh Ádám apai nagyszülei béri Balogh Ferenc (1610–1667), kapornaki kapitány, földbirtokos és Lőrinczfalvay Erzsébet voltak. Anyai nagyszülei felsőkáldi Káldy Péter (†1686), győri lovas hadnagy, veszprémi alispán, vasi alispán, pápai alkapitány, földbirtokos és nemes Szeczer Éva voltak.
A hagyomány szerint béri Balogh Ádám Hegyhátkisbéren született. A katonacsalád első ismert őse Béri Balogh Péter, béri Balogh Ádám dédapja, aki a 16. század végén Kapor és Tata várkapitánya volt. Béri Balogh Ádámnak két leánytestvére volt: pósfai Tulok Gergelyné béri Balogh Judit (†1739) és béri Balogh Éva kisasszony. Balogh Ádám apai nagynénje, béri Balogh Klára, bezerédi Bezerédy Zsigmond (1638– †?), földbirtokosnak, naplóírónak a felesége, és egyben Bezerédj Imre, a híres kuruc brigadérosnak az anyja is volt.

### Házassága és gyermekei
1690 körül feleségül vette a jómódú köznemesi tolnai Festetics Juliannát (1673-1753), a későbbi grófi család vagyonát megalapozó tolnai Festetics Pál (1640-1720) és tholdi Tholdy Anna (1646-1684) leányát. Hét gyermeküket ismerjük név szerint:
- béri Balogh Boldizsár (*Mihályi, 1694. december 19.), francia huszár kapitány. Nőtlen.
- béri Balogh Ádám (1699-Fadd,1762. január 4.). Neje niczki Niczky Franciska (1704-Fadd, 1760. december 3.).
- béri Balogh Farkas, földbirtokos. Felesége: kisunyomi Akács Erzsébet.
- béri Balogh Katalin. 1. férje koltai Vidos István. 2. férje a barkóczi Rosty családból való barkóczi Rosty László (fl. 1710-1730), vasi főszolgabíró, földbirtokos, (1734-ben Rosty László már nem élt).
- béri Balogh Éva. Férje: nemes Palotai Ferenc, szolgabíró, földbirtokos.

(A Béri Balogh család leszármazását lásd Szluha; Tötösy de Zepetnek)

## Élete
Fiatalon Csobánc várában szolgált a gyalogság vajdájaként, és részt vett a török elleni hadjáratokban. 1695-ben Sopron vármegye rábaközi járásának főszolgabírája, a következő évben Vas vármegye commissariusa, majd 1700-ban az utóbbi megye főszolgabírája lett, s még 1702 nyarán is e tisztségében szerepel. 1704 elején csatlakozott a Dunántúlt elfoglaló báró nagykárolyi Károlyi Sándor kurucaihoz. Január 15-én  gróf székesi Bercsényi Miklós főgenerális már ezereskapitányi pátensét is kiállította, s toborzókörzetül a Kemenesalját jelölte ki számára.
A kezdetben változó szerencsével folyó dunántúli harcok idején két vagy három ízben is visszatért, illetve elígérkezett a császár hűségére, s ebben nagy szerepe volt mindvégig császárpárti apósának. 1705-től azonban már az egyik legvitézebb kuruc csapattisztként tartották számon. Híres volt portyáiról, kétszer is eljutott Bécs határáig. 1706. november 6–7-én kitüntette magát a Győrvár és Egervár között vívott harcban: A győztes lovasrohamban három fejsebet is kapott. (Ebben az ütközetben fogta el Sibrik Gábor két társával együtt a császári csapattest parancsnokát, Hannibal Heister tábornokot is.) 1707-ben rajtaütött Rabutin tábornok seregén, és felvonulási útvonalának megváltoztatására kényszerítette. Parancsnoka, Esterházy Antal tábornagy a győrvári diadal után többször is kérte előléptetését, de Bercsényi megakadályozta a tisztek egymás közti vetélkedésének elkerülésére hivatkozva. A trencséni vereség után azonban Rákóczi a sorra elpártoló tisztekkel szemben előléptetésekkel jutalmazta a hűségében kitartókat, s ekkor, 1708. augusztus 9-én Balogh is megkapta a brigadérosi kinevezést, pátensét azonban csak 1709. február közepén vehette kézhez. Hogy rászolgált a fejedelem bizalmára, azt már 1708. szeptember 2-án, Kölesdnél kivívott győzelmével bizonyította, amikor egy főként rác lovasokból álló császári oszlopot semmisített meg.
1709. augusztus végén, a Dunántúl feladásakor követte a kurucokat, majd 1710. július–október folyamán részt vett az utolsó dunántúli hadjáratban. Parancsnoka, Palocsay György tábornok betegsége és távozása után, október 8-ától ő vette át a csapatok irányítását, 1710. október 28-án a Szekszárd környéki harcokban a rácok bekerítették és elfogták. Rákóczi mindent megtett kiváltása érdekében, 1711. január 31-én még Pálffy Jánosnak is szóba hozta a dolgot a vajai értekezleten. A császáriak azonban dezertőrnek és „megátalkodott esküszegőnek” tekintették Baloghot ezért hallani sem akartak a kicseréléséről. Szekszárd mellett fogták el a Habsburgok oldalán harcoló rác határőrök. A hadbíróság végül halálra ítélte, és kivégezték.

## Emlékezete
- Béri Balogh Ádám alakja felbukkan A Tenkes kapitánya című filmsorozatban.
- A szekszárdi Wosinsky Mór Megyei Múzeum sokáig Balogh Ádám nevét viselte
- Több oktatási intézmény is őrzi nevét:
  - Béri Balogh Ádám Általános Iskola (Győrvár)
  - Béri Balog Ádám Általános Iskola (Kőszeg)
  - Béri Balogh Ádám Posta- és Bankforgalmi Szakközépiskola Archiválva 2021. április 20-i dátummal a Wayback Machine-ben (Vasvár)
  - Béri Balogh Ádám Gimnázium és Kollégium (Tamási)
  - Béri Balogh Ádám Gimnázium, Szakközépiskola, Szakiskola és Kollégium (Zalaszentgrót)
- Szobrai:
  - A győrvári Faluház kertjében
  - A tamási gimnázium kertjében álló szobra Farkas Pál alkotása (1980)
  - Balatonkenese
  - Domborműves emléktáblája Szombathelyen a megyeháza falán Majthényi Károly alkotása (1962)
- Hajmáskéren alakult az 1920-as évek legelején, majd 1932 szeptemberétől 1944 októberéig Kiskunhalason állomásozott a m. kir. "Balogh Ádám" honvéd kerékpáros zászlóalj. 1938-tól több hadműveletben részt vettek (Felvidék, Kárpátalja, Észak-Erdély, Délvidék visszacsatolása 1938-1941; Szovjetunió elleni harcok 1941, 1944; Magyarországi honvédő háború 1944/45). Számos kiváló katona szolgált az alakulatban (pl: Oszlányi Kornél, Pajtás Ernő, Örley Zoltán stb.). Ehhez irodalom: Végső István: A 15. kiskunhalasi kerékpáros zászlóalj története 1931–1945 között. In: Halasi Múzeum Évkönyve 2. Szerk. Szakál Aurél. Kiskunhalasi Thorma János Múzeum, Kiskunhalas, 2004. 251–294. p.
- Béri Balogh Ádám Honvéd klub és műszaki emlékszoba működik Csongrádon. A volt laktanya helyén műszaki Béri Balogh Ádám emlékhely van.
- Makó Gerizdes városrészében utca viseli nevét 1946 óta; a korábbi Eszterházy utcát nevezték át Kiss Imre, a város kommunista polgármesterének utasítására.[7]
- Béri Balogh Ádám táncegyüttes - Körmend
- A soproni Kurucz-dombon utca viseli nevét
- Egy Honvéd Kadétok számára elérhető középiskolai ösztöndíj is a nevét viseli
- A vasvári templom falán emléktábla őrzi annak az emlékét, hogy az itteni Domonkos-rendi kolostorban ápolták a brigadérost a győrvári sebesülése után